# Чорнушка Фегея
Чорнушка Фегея (Proterebia afra) — вид комах з родини сонцевиків (Nymphalidae).

## Морфологічні ознаки
Розмах крил — 40-49 мм. Візерунок крил самця та самки майже ідентичний. Крила темно-коричневого кольору з більш-менш розвинутим сірим напиленням на вершині та зовнішньому краї передніх крил. Уздовж зовнішнього краю обох крил тягнеться помірно розвинута іржаво-руда перев'язка з повним рядком чорних очок.

## Поширення
Балканський півострів, південно-східна частина Східноєвропейської рівнини, південний Урал, Казахстан, Мала та Західна Азія, Кавказ та Закавказзя, гірські райони Туркменістану і південні райони західного Сибіру (диз'юнктивний).
В Україні зараз зустрічається у Гірському Криму. У Кримських горах у пік льоту кількість метеликів становить місцями до 100–800 особин на 1 га. Стан гірських популяцій досить стабільний. У рівнинному степу, можливо, вже зник.

## Особливості біології
Зустрічається у рідколіссях, на яйлах, кам'яних відшаруваннях. Дає 1 генерацію на рік. Літ метеликів триває з квітня до липня залежно від висоти н.р.м. і мікроклімату місцевості. Самиця, імовірно, скидає яйця під час польоту. Гусінь розвивається на злаках, зимує лялечка.

## Загрози та охорона
Загрози: руйнування місць перебування виду (розорювання степів, урбанізація), рекреаційне навантаження вздовж узбережжя, надмірний випас худоби.
Охороняється у ПЗ Криму як компонент біоценозу. У місцях перебування виду є доцільним створення ентомологічних заказників та заборона випалювання трави.